# Aumunder Heerweg

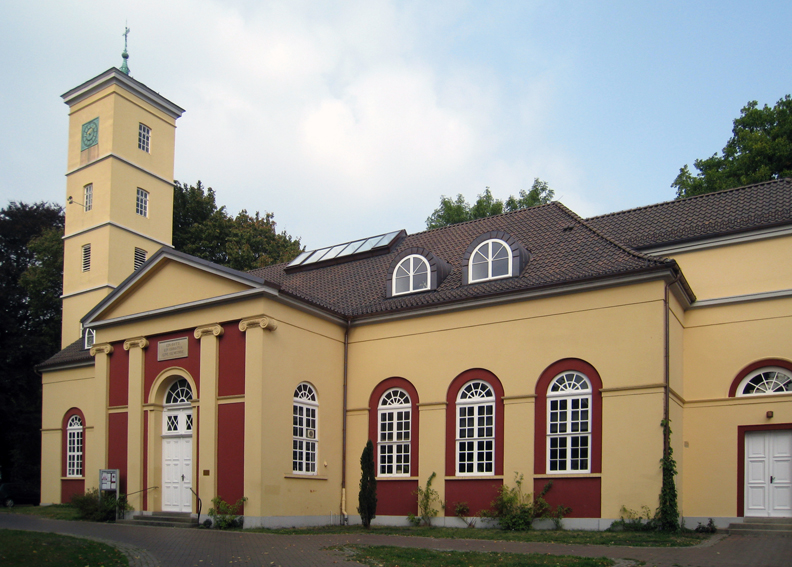
Stadtkirche Vegesack

Der Aumunder Heerweg ist eine historische Erschließungsstraße in Bremen, Stadtteil Vegesack, Ortsteil Vegesack. Er führt überwiegend in Ost-West-Richtung von der Uhthoffstraße bis zur Kirchheide Richtung Fähr-Lobbendorf.
Die Querstraßen und Anschlussstraßen wurden benannt u. a. als Uhthoffstraße nach dem Eisen-Kunstgießer Andreas Friedrich Uhthoff (1780–1860), Zur Vegesacker Fähre, Theodor-Neutig-Straße 1952 nach dem Gemeindevorsteher von Aumund (1862–1938), Altaumunder Straße, Wilhelm-Hartmann-Straße 1909 nach dem Unternehmer und Stifter (1844–1926), Borcherdingstraße 1952 nach dem Pädagogen und Naturkundler Johann Friedrich Borcherding (1849–1924), Jaburgstraße nach dem Maler Addig Jaburg (1819–1875), Neue Straße, Breite Straße zwischen Alt- und Neu-Vegesack, Heinrich-Oebker-Straße nach dem Schulleiter und Vorstand im Stadtgarten-Stadtverschönerungsverein (1899–1975), Kerschensteinerstraße nach dem Schulreformer Georg Kerschensteiner (1854–1932), Vegesacker Rampe 1974 nach einer Straße, die auch als Rampe zur Tiefgarage am Sedanplatz führt, Georg-Gleistein-Straße nach dem Segelschiffskapitän und Gründer einer Tauwerkfabrik und Kirchheide nach der Heide auf dem Geestrücken; ansonsten siehe beim Link zu den Straßen.

## Geschichte

### Name
Der Aumunder Heerweg wurde benannt nach dem Dorf Aumund an der Mündung der Aue, welches 1040 Aunon, 1139 Oumunde und 1421 Owmunde hieß. In Bremen erhielten im 19. Jahrhundert viele Straßen und Wege den Zusatz Heer.

### Entwicklung
Eine Gaststätte für Schiffer entstand am Ende des 16. Jahrhunderts mit einer kleinen Siedlung an der Einmündung der Aue in die Weser. 1623 wurde der Vegesacker Hafen gebaut. 1803 kam Vegesack zu Bremen und wurde 1852 zur Stadt erhoben. 1939 kam Aumund zu Bremen. 1946 wurde Vegesack Stadtteil von Bremen und Aumund Teil im Ortsteil Aumund-Hammersbeck. Die erste Schule in Alt-Aumund soll vor 1721 gebaut worden sein. 1786 erfolgte an der Ecke Grenzstraße/Bergstraße (heute Aumunder Heerweg/Borcherdingstraße) der Bau des zweiten Aumunder Schulhauses. Um 1800 dehnte sich Vegesack in Richtung des Aumunder Heerweges aus, die Stadtkirche und die Schulen wurden gebaut, Wohnhäuser ergänzten nach um 1850 die Bebauung. 1885 hatte Vegesack 3811 (heute als Ortsteil um 6500) und Aumund 1716 (heute um 7000) Einwohner.

### Verkehr
Die Straße entstand in der 1. Hälfte des 19. Jahrhunderts.
Im Nahverkehr in Bremen durchfahren die Buslinien 90 (Gröpelingen ↔ Neuenkirchen), 91 und 92 (Gröpelingen ↔ Rönnebeck), 94 (Marßel ↔ Schwanewede), 95 (Gröpelingen ↔ Bockhorn) und die Regionalbuslinie 677 (Vegesack – Schwanewede – Uthlede) die Straße mit Halt am Bürgerhaus.

## Gebäude und Anlagen
Die Straße ist zumeist mit ein bis zweigeschossigen Wohnhäusern bebaut.
Bremer Baudenkmale
- Kirchheide Nr. 8 und Aumunder Heerweg: Evangelische, klassizistische Stadtkirche Vegesack als Saalbau von 1821 nach den Plänen von Friedrich Wendt und Gerhard Tölken und Erweiterung von 1832 nach Plänen von Jacob Ephraim Polzin.[1] Das Küsterhaus entstand 1927 nach Plänen von Ernst Becker-Sassenhof.
- Jaburgstraße Nr. 6: 1-gesch. historisierendes Haus Bosmann von 1850 nach Plänen Hinrich Bosman.[2]

Erwähnenswerte Gebäude und Anlagen
- Nr. 6: 1-gesch. Giebelhaus als Wohn- und Geschäftshaus
- Nr. 9: 1-gesch. giebelständiges Wohnhaus
- Nr. 21: 1-gesch. giebelständiges Wohnhaus
- Borcherdingstraße 2a Ecke Aumunder Heerweg: 2-gesch. Wohnhaus mit betonter Eckausbildung und Laubengang
- Nr. 14: 1-gesch. giebelständiges Wohnhaus
- Nr. 18: 2-gesch. modernisiertes Praxis- und Wohnhaus
- Jaburgstraße Nr. 1 Ecke Aumunder Heerweg: 2-gesch. differenziertes, historisierendes Haus als Ev. Kindertagesheim Vegesack
- Nr. 25: 2- und 3-gesch. Wohnhausanlage
- Nr. 24 bis Breite Straße Nr. 31: 4- bis 5-gesch. verklinkertes neueres Wohn- und Bürohaus als Eckhaus
- Kirchheide Nr. 9: 3-gesch. Gerhard-Rohlfs-Oberschule mit 2-gesch. verputztem Gebäude mit Mansarddach und verklinkertem, neogotischen Gebäude mit Satteldach. 1869 als Realschule gegründet, dann Realgymnasium und bis 1899 ausgebaut. 1904 erfolgte der Bau einer Aula. 1938 erhielt sie den Namen Gerhard-Rohlfs-Schule, Oberschule für Jungen, ab 1957 den Namen Gerhard-Rohlfs-Gymnasium, ab 1976 Gerhard-Rohlfs-Schulzentrum und ab 2010 Gerhard-Rohlfs-Oberschule.
- Nr. 57: 2-gesch. Wohnhaus im Gründerzeitstil
- Nr. 80: Internationale Jugend-Wohngruppe
- Nr. 83: 2- und 3-gesch. Gebäudekomplex in U-Form mit u. a. Psychiatrischem Behandlungszentrum Bremen-Nord vom Klinikum Bremen-Nord, dem Gesundheitsamt Bremen-Nord
- Kerschensteinerstraße Nr. 5: 1- und 2-gesch. Schulzentrum des Sekundarbereichs II
- Nr. 87: 2-gesch. Stadtbibliothek Vegesack mit Flachdach mit 36.000 Medien
- Nr. 89: 2-gesch. Jugendhaus Alt-Aumund mit Satteldach mit dem Haus der Familie Vegesack
- Georg-Gleistein-Straße Nr. 1 Ecke Aumunder Heerweg: Evangelisch methodistische Kirche
- Kirchheide Nr. 30 Ecke Aumunder Heerweg 93: 3-gesch. Wohn- und Gasthaus mit runder Eckausbildung
- Kirchheide Nr. 40: 1-gesch. Einkaufszentrum
- Kirchheide Nr. 49 und Sedanplatz: 3- bis 4-gesch. rotsteinverblendetes Gustav-Heinemann-Bürgerhaus Vegesack von 1977 nach Plänen von Gunter Müller und Karl-August Welp, Bremen, bis 2014 erheblich erweitert und umgebaut nach Plänen von Bruns + Hayung, Bremen; mit der Regionalstelle Nord der Bremer Volkshochschule, dem Kulturbüro und der Cafeteria.